# یوئیت
یوئیت (به انگلیسی: Uveitis) به التهاب بافت یوه چشم (التهاب لایه میانی چشم) گویند. یوه لایهٔ میانی چشم است و شامل عنبیه، جسم مژگانی و مشیمیه است.
بسیاری از انواع یوئیت مزمن هستند و ممکن است منجر به برخی عوارض از جمله آب مروارید، کاهش یا افزایش فشار چشم، آب سیاه، مشکلات شبکیه و کراتوپاتی باند شکل (Band keratopathy) شود. هر یک از این عوارض ممکن است منجر به کاهش دید شود.
این بیماری ممکن است در هر سنی بروز کند.

## تقسیم‌بندی
یوئیت بسته به محل گرفتاری تقسیم‌بندی می‌شود.
- یوئیت قدامی: به التهاب عنبیه به تنهایی یا به التهاب عنبیه و جسم مژگانی گفته می‌شود.
- یوئیت میانی: محل اصلی التهاب در این نوع یووئیت، زجاجیه (ویتره) است.
- یوئیت خلفی: به التهاب مشیمیه گفته می‌شود.
- یوئیت منتشر: به التهاب در همهٔ قسمت‌های یوه گفته می‌شود.

یوئیت قدامی شایع‌ترین نوع یوئیت است.

## نشانه‌ها
یوئیت قدامی ممکن است تنها در یک چشم بروز کند. بیمار ممکن است درد خفیف تا شدید، قرمزی چشم و حساسیت به نور داشته باشد. ممکن است دید بیمار نیز دچار کاهش شده باشد.
یوئیت میانی و خلفی معمولاً بدون درد هستند. نشانه‌ها شامل، کاهش دید و مگس‌پران چشم (دیدن سایه‌ای متحرک شبیه مگس در میدان بینایی) بوده و معمولاً دو طرفه است. بیشتر بیماران دچار یوئیت میانی، در سنین طفولیت یا جوانی مبتلا می‌شوند.
یوئیت منتشر مجموعه‌ای از نشانه‌های همهٔ انواع را دارد.

## علت‌ها
یوئیت علل متفاوتی شامل ویروسی، قارچی و باکتریال دارد و گاهی بدنبال مشکلات ایمونولوژیک سیستمیک، ضربه یا متعاقب جراحی چشم ایجاد می‌شود. علت بیماری را گاهی اوقات می‌توان یافت، ولی در خیلی از موارد علت ناشناخته است که به آن ایدیوپاتیک (به انگلیسی: Idiopathic) می‌گویند.

## درمان
بسته به نوع بیماری معمولاً استروئید (کورتون) به شکل قطره، آمپول یا قرص تجویز می‌گردد.
یوئیت قدامی به‌دلیل گرفتاری قسمت‌های قدامی چشم، معمولاً با قطره قابل درمان است. یوئیت میانی با قطره و گاهی تزریق استروئید در اطراف چشم و یوئیت خلفی با قرص یا تزریق استروئید سیستمیک درمان می‌شود.